# 이고르 슈파코프스키
이고르 슈파코프스키(Igor Szpakowski, 1997년 11월 10일 ~ )는 스페인의 네덜란드 출신 배우이다.

## 영화
- 빨간 팔찌 (2011-2013)
- 콘셉시온 아레날 (2012)
- 대한 (2013)
- 인용 (2015)
- 넥스트 스킨 (2016)
- 바다의 대성당 (2017)
- 마우트하우젠의 사진작가 (2018)